# Mark Davies (vescovo)
Mark Davies (Manchester, 12 maggio 1959) è un vescovo cattolico britannico, dal 1º ottobre 2010 vescovo di Shrewsbury.

## Biografia
Mark Davies è nato il 12 maggio 1959 a Manchester.
Ha svolto gli studi presso la St. Ann's Secondary School a Manchester e successivamente ha studiato filosofia e teologia presso il St. Cutbert's College (rinominato in seguito Ushaw College e infine chiuso nel 2011) nel villaggio minerario di Ushaw Moor, nella contea di Durham, ottenendo il baccalaureato in teologia. Ha poi conseguito un master in storia presso l'Università di Durham.

### Ministero sacerdotale
È stato ordinato presbitero l'11 febbraio 1984 dal vescovo Thomas Holland, incardinandosi nella diocesi di Salford. 
Dopo l'ordinazione sacerdotale è stato vicario parrocchiale per la St Mary's Church a Swinton fino al 1988, quando è stato nominato segretario particolare del vescovo Patrick Altham Kelly, poi arcivescovo di Liverpool, incarico che ha mantenuto fino al 1992. In seguito è stato parroco della St John Bosco's Church a Blackley fino al 2003 nonché decano del decanato di North Manchester e vicario generale della diocesi di Salford. È stato poi parroco della St Teresa's Church a Little Lever dal 2003 al 2005, parroco della St Joseph's Church a Longsight dal 2005 al 2007 e infine parroco della Holy Family Church a Wigan dal 2008 al 2009.

### Ministero episcopale
Il 22 dicembre 2009 papa Benedetto XVI lo ha nominato vescovo coadiutore di Shrewsbury. Ha ricevuto l'ordinazione episcopale il 22 febbraio 2010 per imposizione delle mani del vescovo Brian Michael Noble. Il 1º ottobre 2010 è subentrato nel governo della diocesi.
Si è opposto alla legalizzazione del matrimonio tra persone dello stesso sesso nel Regno Unito, definendolo un "cambiamento sismico". Nel 2016 ha sostenuto l'istituzione di una sezione di Shrewsbury di Courage International, un'organizzazione che promuove il celibato per i cattolici gay.
In vista delle elezioni generali del 2019 si è opposto ai partiti politici che facevano dichiarazioni manifeste di sostegno all'aborto, che in precedenza erano decisione dei singoli candidati, invitando i cattolici a riflettere attentamente sul loro voto per questo motivo.

## Genealogia episcopale
La genealogia episcopale è:
- Cardinale Scipione Rebiba
- Cardinale Giulio Antonio Santori
- Cardinale Girolamo Bernerio, O.P.
- Arcivescovo Galeazzo Sanvitale
- Cardinale Ludovico Ludovisi
- Cardinale Luigi Caetani
- Cardinale Ulderico Carpegna
- Cardinale Paluzzo Paluzzi Altieri degli Albertoni
- Papa Benedetto XIII
- Papa Benedetto XIV
- Papa Clemente XIII
- Cardinale Marcantonio Colonna
- Cardinale Giacinto Sigismondo Gerdil, B.
- Cardinale Giulio Maria della Somaglia
- Cardinale Carlo Odescalchi, S.I.
- Cardinale Costantino Patrizi Naro
- Cardinale Serafino Vannutelli
- Cardinale Domenico Serafini, Cong. Subl. O.S.B.
- Cardinale Pietro Fumasoni Biondi
- Arcivescovo Filippo Bernardini
- Vescovo Franziskus von Streng
- Arcivescovo Bruno Bernard Heim
- Arcivescovo Maurice Noël Léon Couve de Murville
- Vescovo Brian Michael Noble
- Vescovo Mark Davies